# Пейзаж зі снігом (Ван Гог)
«Пейзаж зі снігом» ( фр. Paysage enneigé - картина Ван Гога, написана в 1888 році, одна з десяти картин і акварелей із засніженим ландшафтом, написаних художником з 1882 по 1889 роки. Знаходиться в музеї Соломона Гуггенхейма в Нью-Йорку ( США ). Картина зображує поля в околицях Ла-Кро навпроти  абатства Мон-Мажура і сусідніх пагорбів на обрії.

## Історія
«Пейзаж зі снігом» був написаний 35-річним художником, коли Ван Гог жив в Арлі на півдні Франції. Це було вершиною його кар'єри, тут він створив деякі зі своїх кращих робіт , такі як поля, ферми і люди в околицях Арля, Німа і Авіньйона  .
Це була зовсім інша місцевість, ніж та, яку він знав в Нідерландах і Парижі. У людей було темне волосся і шкіра, вони говорили мовою, яка звучала скоріше більше по-іспанськи, ніж по-французьки. Кольори були яскравими. Місцевість змінювалася від рівнин до гір. Тут Ван Гог знайшов «блиск і світло, який змиває деталі і спрощує форми, зводячи світ навколо нього до зразка, яким він захоплюється в японських дерев'яних гравюрах», і де «ефект сонця покращує контури композиції і зменшує нюанси кольору в кілька яскравих контрастів»  .
Коли Ван Гог приїхав в Арль в лютому 1888 року, земля була вкрита снігом  через рекордно низькі температури. Однак під час написання картини сніг почав танути  . Вважається, що ця картина є однією з його перших картин, виконаних в Арлі. У листі своєму братові Тео від 24 лютого 1888 року Ван Гог описує, що за три дні він закінчив три картини, одна з яких «Пейзаж зі снігом»  .

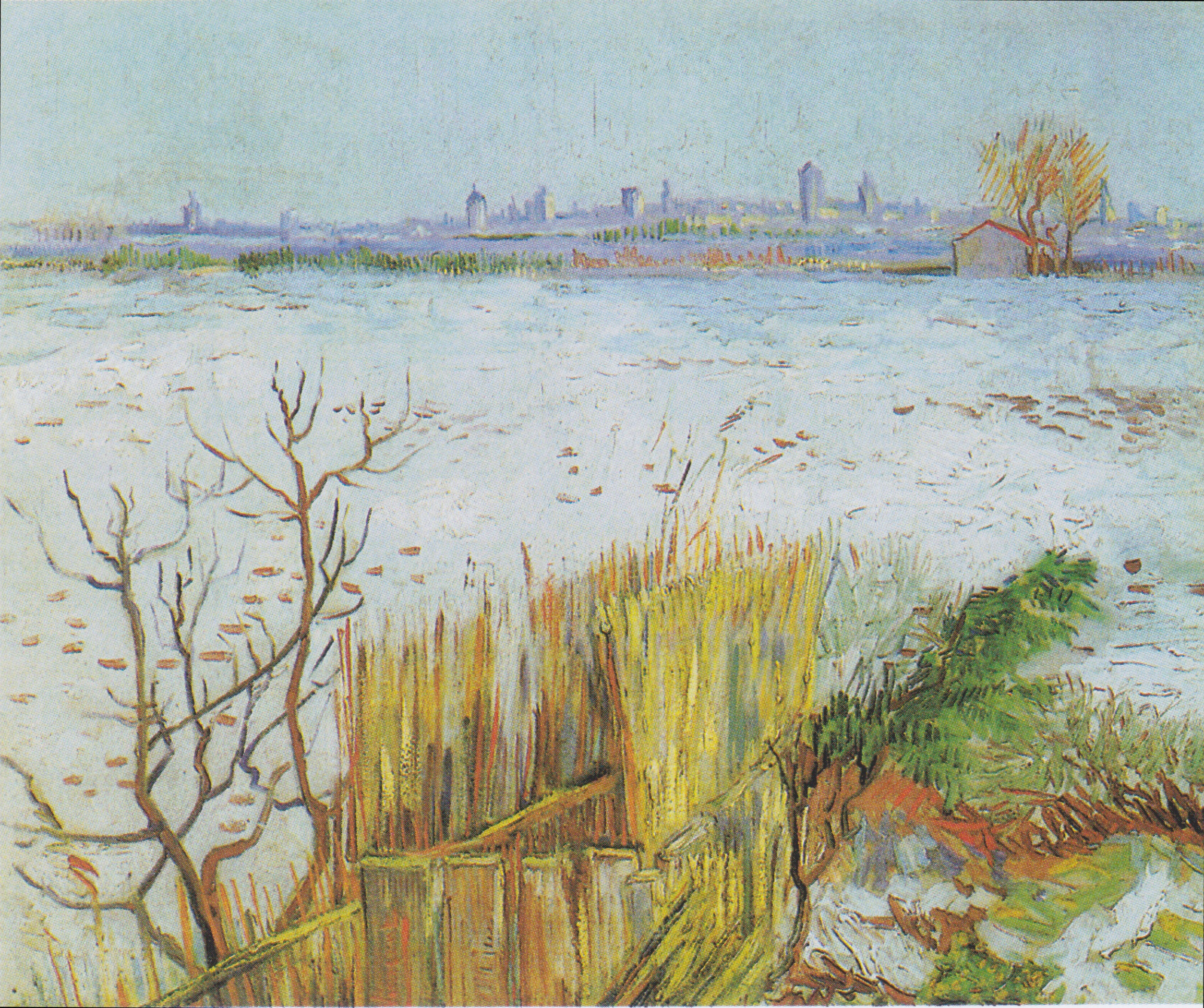
«Сніговий пейзаж на тлі Арля», 1888.

Картина виконана на рівнині Ла-Кро з абатством Мон-Мажура на задньому плані. Погляд в першу чергу привертає дорога, яка починається в лівому нижньому кутку полотна і проходить прямо до дерев, пагорбів і засніжених гір на горизонті. Горизонтальні мазки підкреслюють рівнину, яка заповнює більшу частину картини. Напруга створюється діагональними штрихами дороги, що перетинає рівнину. Ван Гог використовує колір для зображення компонентів ландшафту: білий і фіолетовий використовуються для снігу, коричневий, зелений і синій використовуються для передачі калюж і сльоти, що залишилися від снігу, що розтанув. Пучки трави вздовж дороги пофарбовані в жовтий колір. Пейзаж акцентований червоними дахами уздовж горизонту, коричневою собакою, коричневою курткою і чорним капелюхом людини, що йде по полю  .
Ван Гог був пристрасним колекціонером японських художніх гравюр і, можливо, був натхненний гравюрами зі сніговими сценами. В такому випадку він зберіг стандарти, використовувані в голландських пейзажних картинах, які використовують темно-зелені і коричневі кольори на передньому плані і відтінки синього для зображення неба. Що незвично в цій картині, так це високий горизонт, увагу глядача зосереджено на передньому плані і землі, що веде до будинку, майже, як якщо б художник йшов позаду людини і собаки на полі. Кілька днів по тому, після нової сніжної бурі, Ван Гог намалював інший схожий, але менш деталізований пейзаж - «Сніговий пейзаж на тлі Арля»  .